# Cassenoides
Cassenoides là một chi bọ cánh cứng trong họ Chrysomelidae.
Chi này được Kimoto miêu tả khoa học năm 1989.

## Các loài
Chi này gồm các loài:
- Cassenoides flavomarginatus Kimoto, 1989